# Fania Noël
Fania Noël, ou Fania Noël-Thomassaint, est une militante afro-féministe, panafricaine, directrice de publication et autrice franco-haïtienne.

## Biographie
Elle est née en Haïti et a grandi à Cergy (Val-d’Oise), elle est l’aînée d’une fratrie de cinq enfants.
Fania Noël a un master en science politique de la Sorbonne.
Elle est actuellement en PhD en sociologie à The New School for Social Research.
Depuis 2015, Fania Noël est directrice de publication de la revue AssiégéEs, qu'elle a cofondée. En 2018, elle participe à la publication, aux éditions Syllepse, de l'ouvrage collectif Afrofem, et publie en septembre 2019, chez le même éditeur, l'ouvrage Afro-communautaire : Appartenir à nous-mêmes.

## Pensée et influences
L'afroféminisme radical de Fania Noël s'articule, entre autres, autour de la réflexion selon laquelle même si les personnes noires françaises sont pour la plupart dans la marge, elles sont dans la marge du centre. Les afrodescendants des pays du Sud devraient être au centre de ce que veut dire être afrodescendant. Il faut absolument, selon Fania Noël, penser la marge au sens internationaliste. Il ne s'agirait plus d'observer le peu de personnages noirs présents dans un épisode de la série de TF1, il ne s'agirait plus non plus de se demander s'il y a des noirs au gouvernement français de métropole. Selon elle, les afroféministes françaises doivent lutter pour les questions portées par exemple par les afrodescendantes haïtiennes, martiniquaises, vénézuéliennes et colombiennes telles que les dettes coloniales, le chlordécone, les réparations et l'ingérence. Fania Noël est d'avis que l'afrodescendance avant-gardiste devrait appartenir aux caribéennes, mauriciennes, aux noires non-européennes et non-américaines.
Fania Noël milite pour l'abolition du « blantriarcat » capitaliste, la libération noire et l'intersectionnalité dans une mouvance matérialiste. Elle se positionne aussi contre la montée du fascisme, les politiques autoritaires et la militarisation de la police.
Elle cite comme influences de sa pensée sa situation de fille aînée qui lui a fait réalisée très tôt l'injustice que vivent les femmes, mais aussi des rencontres militantes, comme sa grand-mère maternelle, qui a lutté contre les expropriations lors de la dictature d'Haïti ou les lectures de féministes noires. Elle cite en particulier Sula de Toni Morrison, La déclaration de la Coordination des Femmes noires, Ne suis-je pas une femme ? de bell hooks, Assata, une autobiographie d'Assata Shakur, Une si longue lettre de Mariama Bâ et Rosalie l'infâme d'Évelyne Trouillot.

## Militantisme
Elle a été adhérente de syndicats étudiants et du parti socialiste, puis au mouvement d’Arnaud Montebourg, et au Front de gauche. Depuis l'été 2015, elle est membre du collectif afro-féministe révolutionnaire panafricain Mwasi.

### Camp d'été décolonial
En 2016, elle organise conjointement avec Sihame Assbague, un « camp d'été décolonial »,.
Les rencontres, en non-mixité, ont pour objectif d'offrir aux personnes « subissant le racisme d'État en contexte français », un espace de rencontre et de réflexion. Les participants expliquent « préférer un espace où personne ne pourra douter de la véracité de leur ressenti ou le tempérer en le taxant de "victimisation" ou de "paranoïa" ». Hanane Karimi, Françoise Vergès et le porte-parole de la « Brigade anti-négrophobie » Franco Lollia y animent des ateliers de réflexion, tout comme Marwan Muhammad président du Collectif contre l'islamophobie en France (CCIF). Environ 150 à 180 personnes se sont inscrites au camp, qui doit durer quatre jours.
Avant sa tenue, ce camp est l'objet d'une polémique nationale concernant sa non-mixité, en excluant de facto les personnes blanches. Lors de la séance des questions au gouvernement du 27 avril 2016, la ministre de l'Éducation nationale Najat Vallaud-Belkacem condamne fermement l'initiative,. De nombreuses personnalités, comme la journaliste Eugénie Bastié, le président de la Ligue internationale contre le racisme et l'antisémitisme Alain Jakubowicz, ainsi que l'association SOS Racisme, prennent publiquement position contre l'évènement et l'homme politique Florian Philippot (alors au Front national) en demande l'interdiction,,,. Le préfet la refuse, estimant « qu'il n'y avait eu ni "expression publique de racisme ou d'exclusion", ni de "trouble à l'ordre public" pouvant justifier l'interdiction de l'événement ».
Fania Noël réagit à ces critiques : « L’autonomie est vue comme un danger par les personnes qui ont des choses à perdre dans l’émancipation. De toute façon, on n'a parlé que de la forme. Les rares qui ont parlé des thématiques ont décrété que c’était de toute façon dérangeant ». Un collectif d'une cinquantaine d'universitaires, militants et artistes prend la défense de l'événement sur un blog de Mediapart. La politologue Audrey Célestine considère la polémique comme incarnant parfaitement la difficulté « à avoir une discussion critique non hystérique ».
Les organisatrices souhaitent également que les journalistes qui se rendraient au camp soient eux-mêmes « racisés » et qu’ils appartiennent à une rédaction dont le traitement du racisme leur semblait pertinent ; Mediapart accepte la condition à la suite d'un débat interne sur ce choix militant ; en revanche, pour l'hebdomadaire Marianne, il s'agit d'une « censure a priori »,,.
Un deuxième camp décolonial est organisé en 2017 dans un lieu confidentiel.
En 2024, elle publie aux éditions Libertalia l'ouvrage "Dix questions sur les Féminismes Noirs". 

## Publications
- Fania Noël-Thomassaint, Afro-communautaire : Appartenir à nous-mêmes, Éditions Syllepse, coll. « Arguments et mouvements », septembre 2019, 93 p. (ISBN 2849507482, OCLC 1122732027)
- Collectif Mwasi, Afrofem, Éditions Syllepse, coll. « Nouvelles questions féministes », 2018 (ISBN 978-2-84950-697-4, OCLC 1054922090)
- Fania Noël, Et maintenant le pouvoir. Un horizon politique afroféministe, Éditions Cambourakis, coll. « Collection Sorcières », 2022, 128 p. (ISBN 978-2-36624-638-4)
- Fania Noël, Dix questions sur les Féminismes Noirs, Libertalia, 2024